# 占賈國際機場
占賈國際機場是一座位於亞塞拜然西部城市占賈的國際機場，其主要航線為當地與獨立國協成員國間的國際航線以及該國的國內線。

## 航空公司與目的地
| 航空公司       | 目的地            |
| -------------- | ----------------- |
| 亞塞拜然航空   | 巴庫              |
| 摩斯卡為亞航空 | 莫斯科-多莫傑多沃 |
| 奧努爾航空     | 伊斯坦布爾        |
| 烏拉爾航空     | 聖彼得德堡        |
| UTair航空      | 莫斯科            |
| VIM航空        | 莫斯科-多莫傑多沃 |
| 葉美爾航空     | 秋明              |